# Ordovicien
Stratigraphie
Cambrien Silurien
Subdivisions
- O. supérieur
- O. moyen
- O. inférieur

Paléogéographie et climat
Contexte géodynamique
- formation du Gondwana

Faune et flore
Évolution
- 460 Ma : végétaux terrestres
- 460 Ma: champignons (levures)

L’Ordovicien est le second des six systèmes géologiques constituant le Paléozoïque. Il s’étend de - 485,4 ± 1,9 à - 443,4 ± 1,5 millions d'années (Ma). Il est précédé par le Cambrien et suivi par le Silurien.
L’Ordovicien a été défini par Charles Lapworth en 1879 pour résoudre un problème de paternité de certaines couches géologiques. Adam Sedgwick et Roderick Murchison ont placé ces couches respectivement dans le Cambrien et le Silurien. Lapworth reconnaît que les fossiles présents dans les strates disputées sont distincts de ceux du Cambrien ou du Silurien et les attribue à un nouveau système, nommé Ordovicien en référence aux Ordovices, un peuple brittonique de l’actuel Pays de Galles.
Les couches géologiques de l’Ordovicien renferment aujourd’hui de vastes réservoirs de pétrole et de gaz naturel dans certaines régions du monde. Il correspond à une époque où l'océan global et l'atmosphère terrestre se sont refroidis, conjointement à une explosion de la biodiversité sur la planète.

## Datation
L’Ordovicien débute avec un épisode d’extinction d’espèces important, l’extinction du Cambrien-Ordovicien. Il se finit par une autre extinction massive, l’extinction Ordovicien-Silurien où 60 % des genres et 85 % des espèces disparaissent.

Position des continents au début de l'Ordovicien : AM = Amazonie, BA = Baltique, EA = Est Antarctide, LA = Laurentie, IA = océan Iapetus, M-O = océan Mongol-Okhotskien, NC = Chine du Nord, RH = océan Rhéïque, TS = océan Tornquistien, SI = Sibérie.

## Subdivisions
L’Ordovicien se divise en trois époques, :
| Supérieur   |                                |
| Hirnantien  | (445,2 ± 1,4 à 443,4 ± 1,5 Ma) |
| Katien      | (453,0 ± 0,7 à 445,2 ± 1,4 Ma) |
| Sandbien    | (458,4 ± 0,9 à 453,0 ± 0,7 Ma) |
| Moyen       |                                |
| Darriwilien | (467,3 ± 1,1 à 458,4 ± 0,9 Ma) |
| Dapingien   | (470,0 ± 1,4 à 467,3 ± 1,1 Ma) |
| Inférieur   |                                |
| Floien      | (477,7 ± 1,4 à 470,0 ± 1,4 Ma) |
| Trémadocien | (485,4 ± 1,9 à 477,7 ± 1,4 Ma) |

## Paléogéographie
Le niveau de la mer est élevé pendant l’Ordovicien, la transgression marine du Trémadocien est celle où le niveau de la mer est le plus haut dont il reste des traces.
Les continents de l’hémisphère sud sont groupés en un supercontinent : Gondwana. Le Gondwana est issu de la fracture d’un supercontinent encore plus ancien : Rodinia. Au début de l’Ordovicien, Gondwana est situé aux latitudes équatoriales et se déplace vers le pôle Sud. De petits terranes, qui se séparent du Gondwana y seront ré-accrétés durant l’Ordovicien moyen. Ces évènements orogéniques ont laissé des traces comme la présence en Europe d’ophiolites, de granites et de roches métamorphiques de cet âge (massifs cristallins des Alpes : aiguilles Rouges, chaîne de Belledonne).
Tout comme l’Amérique du Nord et l’Europe, Gondwana est en partie couvert de mers peu profondes. Les roches de l’Ordovicien sont principalement sédimentaires, les sédiments marins qui en forment la plus grande partie sont constitués en grande partie de calcaire ; les schistes et le grès sont bien moins fréquents.
L’orogenèse taconienne se produit lors de la collision de Baltica et de Laurentia. Vers la fin de cette période, le Gondwana était proche du pôle et largement recouvert de glaciers, le climat se refroidit alors que la biodiversité croît.

## Stratigraphie
La base de l'Ordovicien, et donc la limite supérieure du Cambrien, est marquée par la première apparition du conodonte Iapetognathus fluctivagus.

## Vie

### Ordovicien, climat et explosion de la biodiversité
Selon une étude publiée en 2008, il y aurait une relation forte entre biodiversité marine et changement climatique, et l'explosion de la biomasse et de la biodiversité marine, dont la trace a été conservée par les fossiles datant d'il y a 460 millions d'années, a coïncidé avec un refroidissement global à la fin duquel le nombre de genres et de familles d'êtres vivants avait triplé ou quadruplé par rapport à l'époque précédente.
Cette corrélation a été établie via la mesure des variations du rapport de deux isotopes de l'oxygène dans certains minéraux conservés dans les éléments de conodontes de ces époques (le ratio entre les isotopes de l'oxygène étant indicateur de la température de l'eau de mer dans laquelle vivaient ces animaux). Il y a plus de 490 millions d'années, avant l'Ordovicien, l'atmosphère terrestre était plus riche en CO2, ce qui la maintenait dans un état plus chaud (par effet de serre induit par ce gaz). La température des océans atteignait alors 45 °C, température peu favorable à un taux élevé d'oxygène dissous. La biodiversité a contribué, via la photosynthèse et la production de « puits de carbone » à pomper et fixer le CO2 atmosphérique. Il y a environ 460 millions d'années, les mers se sont lentement refroidies, et ce refroidissement progressif a été contemporain d'une explosion de la biodiversité. Il semble que la biodiversité ait favorisé un refroidissement, et que ce refroidissement ait favorisé le développement de cette biodiversité. L'apparition des récifs coralliens a notamment joué un rôle important.
Timothy Lenton, de l'université d'Exeter (Royaume-Uni), complète ce scénario en ajoutant que l'altération des roches, engendrée par les végétaux colonisant les continents, induit elle-aussi une réaction chimique consommatrice de CO2. La teneur en gaz carbonique aurait ainsi diminué de moitié, provoquant une baisse de température globale de 5 °C et donc une glaciation il y a 460 Ma, la glaciation de l'Ordovicien supérieur. Le développement des plantes terrestres aurait donc contribué à la disparition de nombreuses plantes marines.
Le délitement continu des roches amène des quantités importantes de phosphore et de fer dans les océans, ce qui favorise le développement du phytoplancton et crée ainsi un gros puits de carbone marin. Ceci induit une autre période de glaciation environ 15 Ma plus tard.

### Flore
Des spores fossiles attribuées à des plantes de type terrestre ont été trouvés dans les sédiments de l'Ordovicien supérieur. Avasculaires, elles étaient semblables aux hépatiques modernes, descendant probablement d'algues vertes du groupe des Streptophytes, communes au Cambrien supérieur. À cette époque, leur extension se limitait aux rives et aux lignes de côtes où elles formaient un tapis ras, comme les Bryophytes modernes.
Les premiers champignons terrestres datent de la même période. Des hyphes et des spores ont été datés de 460 Ma. Ils auraient pu jouer un rôle crucial dans la colonisation des terres par les plantes. Grâce à la symbiose mycorhizienne, ils auraient rendu les minéraux nutritifs disponibles pour les cellules végétales.

### Faune

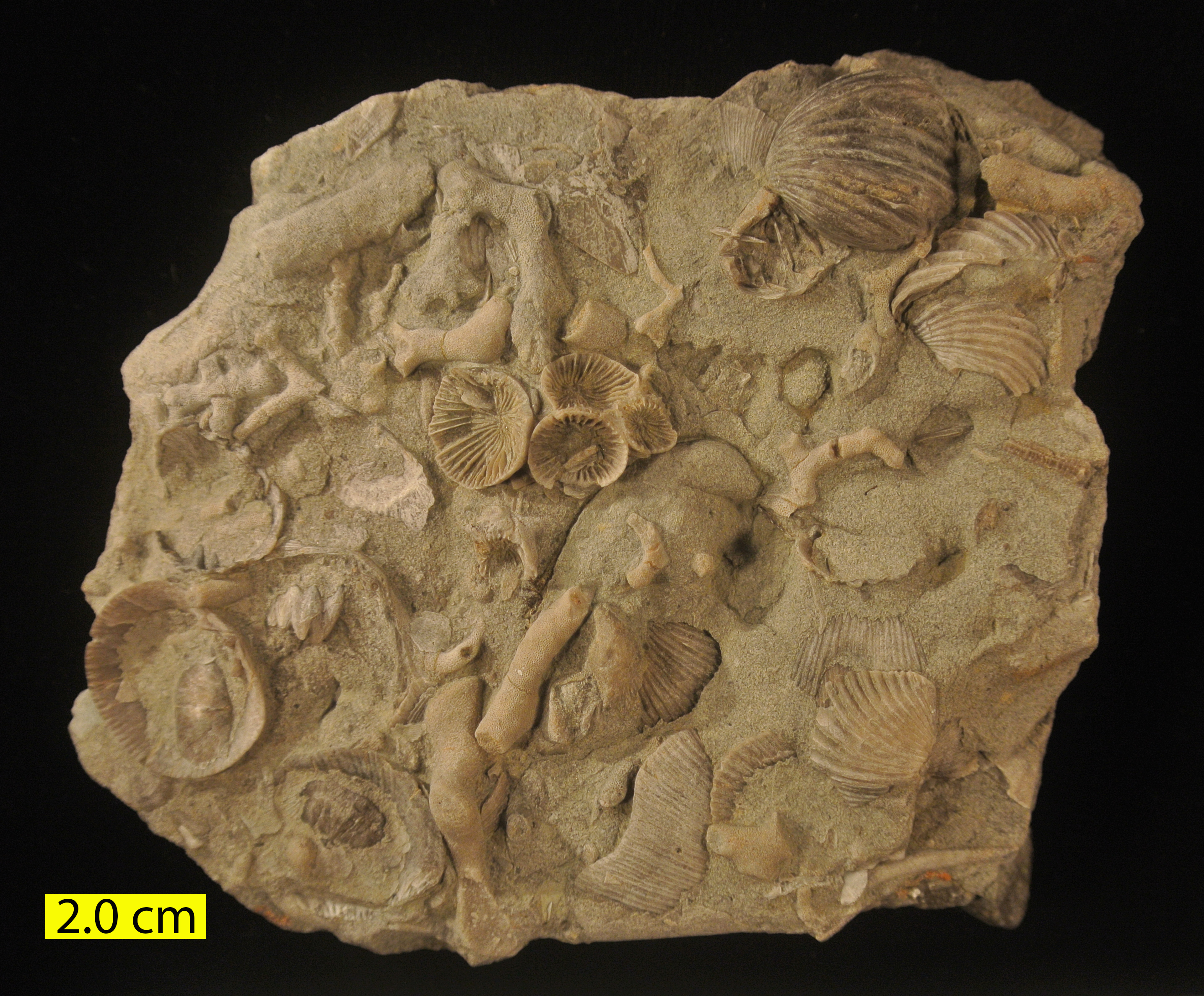
Lumachelle extrait de la formation Liberty

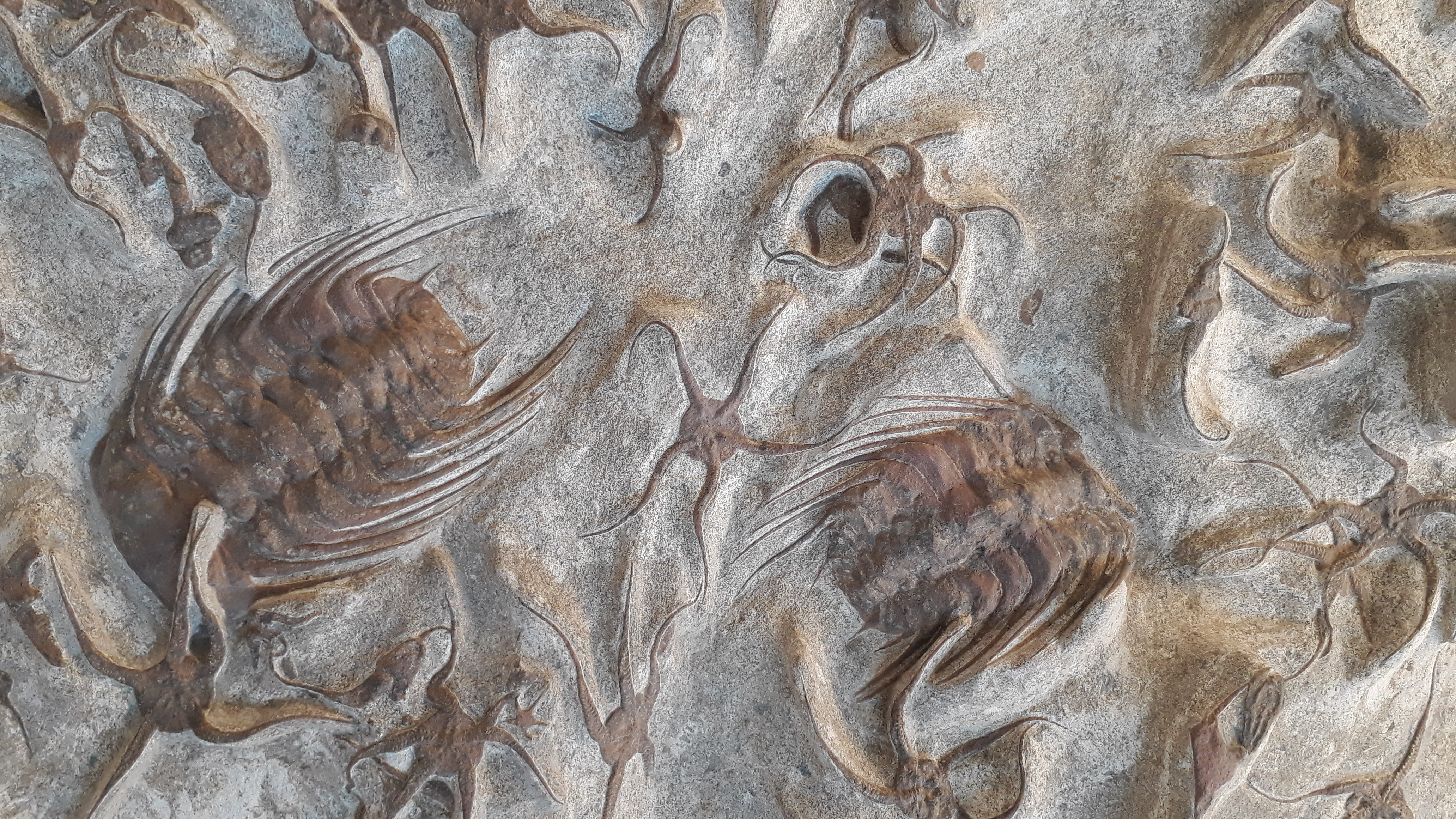
« Cimetière » marin de l’Ordovicien, il y a environ 450 millions d’années. On reconnait des ophiures, des cystoïdes, des étoiles de mer et des trilobites fossiles retrouvés à Arfoud, au Maroc, et exposés au Musée cantonal de géologie de Lausanne, en Suisse.

Bien que moins connu que l’explosion cambrienne, l’ordovicien est aussi une période de radiation évolutive : le nombre de genres d'animaux marins quadruple, résultant en 12 % de la faune connue du Phanérozoïque. Les Trilobites, brachiopodes inarticulés et Éocrinoïdes du Cambrien laissent la place aux espèces qui vont dominer le reste du Paléozoïque tels que des Cephalopoda, des Crinoidea et des brachiopodes articulés ; en particulier les trilobites sont largement remplacés par d’autres espèces sur les plateaux continentaux, leur succès personnifiant la diversité accrue des organismes sécrétant des coquilles à base de carbonates de l’Ordovicien comparé au Cambrien.
En Amérique du Nord et en Europe, l’Ordovicien est une époque de mer continentale peu profonde riche en vie. En particulier les trilobites et les brachiopodes sont variés et nombreux. Les premiers ectoproctas apparaissent ainsi que les récifs de coraux. Les coraux isolés sont plus anciens et datent au moins du Cambrien. Les mollusques, qui remontent eux aussi au Cambrien ou à l’Édiacarien, deviennent communs, plus spécialement les bivalves, Gastropoda et Nautiloidea. Il a été longtemps considéré que les premiers Vertébrés datent de cette époque mais des découvertes récentes en Chine ont montré leur présence probable au début du Cambrien. Les graptolites sont prolifiques dans les océans.
Découvert en 2018 et étudié en 2023, le site fossilifère de Cabrières, dans l'Hérault (région Occitanie, France), a livré plus de 400 fossiles datant de 470 millions d'années. Il témoigne de l'environnement le plus proche du pôle Sud à cette époque jamais observé, et se classe ainsi parmi les gisements les plus riches et les plus diversifiés au monde pour la période ordovicienne. Il se distingue par un niveau de préservation exceptionnel qui a permis la découverte extrêmement rare d'organismes à corps mous et notamment d'un large éventail d'algues et d’éponges, qui jouaient un rôle pivot dans l'écosystème de l'époque. Ces observations mettent à mal l'idée antérieure d'une baisse de la biodiversité ou d'une extinction biologique entre les périodes du Cambrien et de l'Ordovicien il y a environ 485 millions d'années. En revanche, la grande biodiversité constatée confirme l’hypothèse d'une migration des espèces vers l'hémisphère sud, comme zone refuge, pour fuir les températures trop élevées des zones tropicales à cette époque,,.